# Centre pour la physique d'Aspen

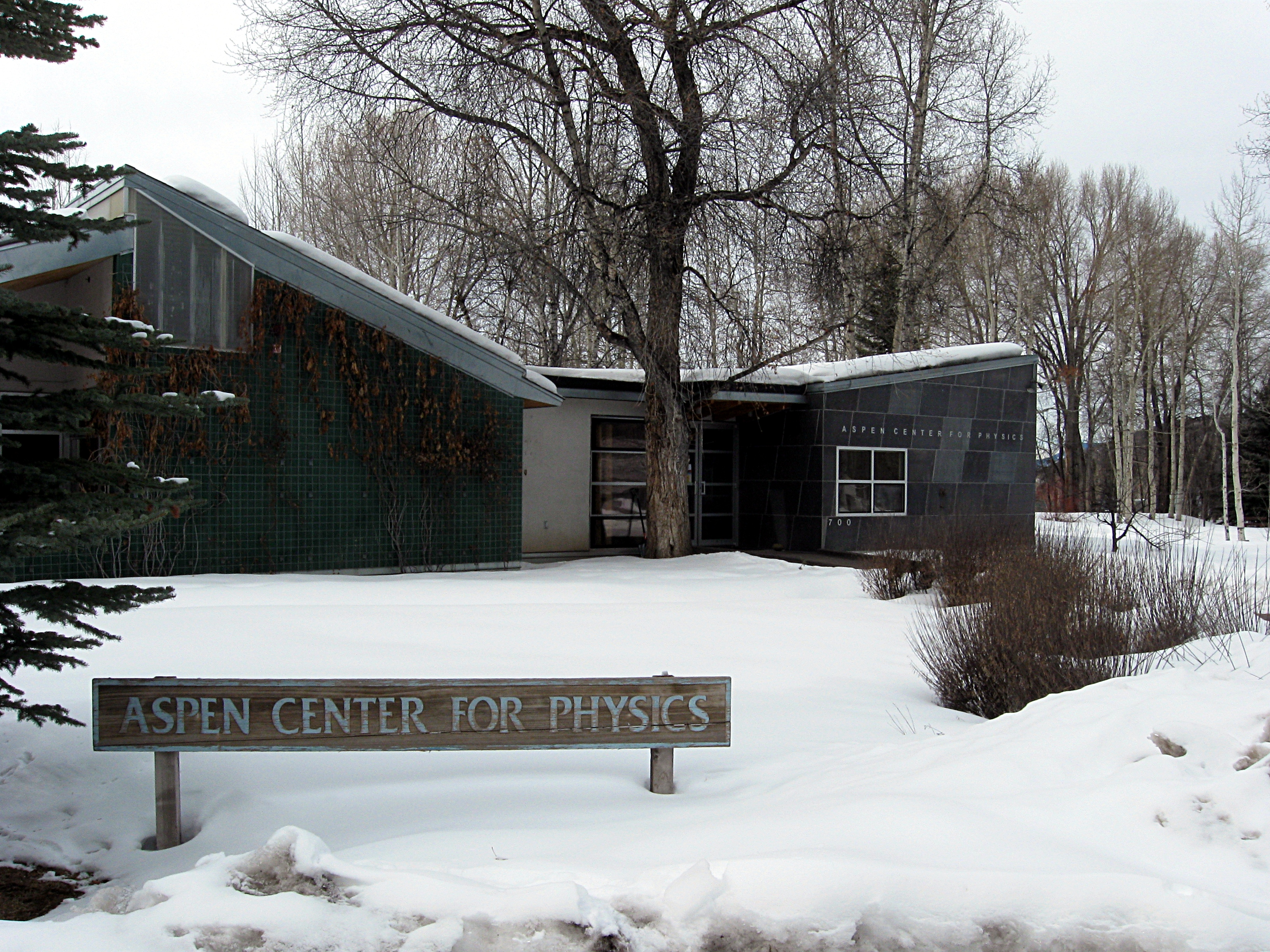
Centre pour la physique d'Aspen

Le Centre pour la physique d'Aspen (officiellement en anglais : Aspen Center for Physics) est un centre de recherche en physique à but non lucratif, basé à Aspen aux États-Unis. Le centre organise des ateliers et des conférences afin de faciliter les interactions entre les chercheurs en physique.
Le centre a été fondé en 1962 par le physicien et ancien propriétaire de brasserie George Stranahan avec le professeur Michael Cohen de l'université de Pennsylvanie et Robert W. Craig, alors directeur de l'Institut Aspen. C'est pendant un séjour à Aspen lorsqu'il travaillait sur sa thèse doctorale que Stranahan a été motivé par cet environnement pour créer un centre comme retraite pour physiciens.